# Pandelus flavipes
Pandelus flavipes är en stekelart som först beskrevs av Förster 1841.  Pandelus flavipes ingår i släktet Pandelus, och familjen puppglanssteklar. Arten är reproducerande i Sverige.